# 伍德斯托克 (牛津郡)
伍德斯托克（英語：Woodstock）是位于英国牛津郡的一个小镇，距离牛津以北约12公里，以布莱尼姆宫而闻名。英国前首相温斯顿·丘吉尔于1874年出生于紧邻此地的布莱尼姆宫。